# Meet me in Berlin
|  | Denne artikel er oprettet af botten PalnaBot ud fra en ekstern database. Den kan derfor have sproglige fejl eller mangler. Denne skabelon kan fjernes efter kontrol af indholdet. |

Meet me in Berlin er en kortfilm fra 2007 instrueret af Ada Bligaard Søby efter manuskript af Ada Bligaard Søby, Tobias Lindholm.

## Handling
En amerikaner i 30'erne er blevet ramt af en bil under et besøg i Berlin. Han afventer en øjenoperation på et hospital og ringer til den eneste han kender i byen - en islandsk kvinde han skulle have mødt, men pga. ulykken måtte brænde af.